# Gillian McCutcheon
Gillian Patricia McCutcheon (april 1939) is een Britse actrice.

## Carrière
McCutcheon begon in 1961 met acteren in de televisieserie The Avengers, waarna zij nog meerdere rollen speelde in televisieseries en films. zo speelde zij in onder anderen in de televisieserie The Bill (1984-2003) en in Law & Order: UK (2009-2013).

## Filmografie

### Films
- 1992 Al lupo al lupo - als Diamante
- 1992 Maledetto il giorno che t'ho incontrato - als weduwe van tuinman
- 1963 It's All Happening - als overenthousiast meisje

### Televisieseries
Uitgezonderd eenmalige gastrollen.
- 2009-2013 Law & Order: UK - als rechter Margaret Blake - 6 afl.
- 1984-2003 The Bill - als politiearts - 17 afl.
- 1996-1997 This Life - als therapeute - 21 afl.
- 1987 Strike It Rich! - als Jeanette Mayne - 6 afl.
- 1980 Emmerdale Farm - als Alice Jerome - 7 afl.
- 1978 A Horseman Riding By - als dr. Maureen O'Keefe / dr. Maureen Rudd - 8 afl.
- 1973-1974 The Brothers - als Julie Lane - 17 afl.
- 1973 Harriet's Back in Town - als miss Etchells - 6 afl.
- 1973 A Little Princess - als Martha - 4 afl.